# قتل (مجموعه تلویزیونی)
قتل (ایتالیایی: La omicidi) یک مجموعهٔ تلویزیونی درام پلیسی و دلهره‌آور ایتالیایی است که در سال ۲۰۰۴ منتشر شد.

## گزیدهٔ بازیگران
- اومرو آنتونوتی
- ماسیمو گینی
- لویزا رانیری
- گابریلیه مائینتی
- ماسیمیلیانو برونو
- کیارا کنتی
- جوزپه سولری
- مارچلو ماتسارلا
- لوچیا ساردو
- جورجو کولانجلی
- لوچیا اوکونه
- دورا رومانو